# درن فلچر
درن بار فلچر (به انگلیسی: Darren Barr Fletcher) (۱ فوریه ۱۹۸۴) بازیکن فوتبال اهل اسکاتلند می‌باشد.